# فرانك إدواردز (موسيقي)
فرانك إدواردز (بالإنجليزية: Frank Edwards)‏ هو موسيقي ومنتج أسطوانات وملحن ومغن مؤلف نيجيري، ولد في 22 يوليو 1989 في إنوغو في نيجيريا.